# Crataegus pedicellata
Crataegus pedicellata es una especie arbórea de la familia de las Rosáceas. Este espino ha resultado ser la misma especie que la C. coccinea L.. Bajo la Código Internacional de Nomenclatura Botánica, debe usarse el nombre más antiguo (C. coccinea). Sin embargo, sigue habiendo una notable confusión, porque el nombre C. coccinea se ha aplicado mal a lo largo del tiempo.